# Siuriuk, Hust
Siuriuk (în ucraineană Сюрюк) este un sat în comuna Horinciovo din raionul Hust, regiunea Transcarpatia, Ucraina.

## Demografie
Componența lingvistică a localității Siuriuk
     Ucraineană (99,46%)
     Alte limbi (0,54%)
Conform recensământului din 2001, majoritatea populației localității Siuriuk era vorbitoare de ucraineană (99,46%), existând în minoritate și vorbitori de alte limbi.